# Fairmont Olympic Hotel
El Fairmont Olympic Hotel, originalmente The Olympic Hotel, es un hotel histórico en el centro de Seattle, Washington. Fue construido en el sitio original del primer campus de la Universidad de Washington. El hotel abrió sus puertas en 1924 y en 1979 se agregó al Registro Nacional de Lugares Históricos.

## Historia
Después de la Primera Guerra Mundial, la Cámara de comercio de Seattle nombró un comité para trabajar con el objetivo de traer un hotel de clase mundial a la ciudad. El comité identificó una porción no desarrollada del Tract Metropolitano de la ciudad, un área del centro que cubre cuatro cuadras, como una ubicación ideal para un nuevo hotel. The Tract también se conocía como Denny's Knoll, en honor a Arthur A. Denny, uno de los fundadores de Seattle, que había donado el terreno para la Universidad Territorial, que luego se convertiría en la Universidad de Washington.
La universidad se había trasladado a un campus al norte de Portage Bay en 1895, pero aún poseía el terreno del centro. La Junta de Regentes de la universidad arrendó el terreno a Metropolitan Building Company en 1904, con el acuerdo de que se desarrollaría en fideicomiso para la universidad durante los próximos 50 años.
El Seattle Times realizó un concurso para nombrar el hotel. De 3.906 entradas, el comité eligió The Olympic.
En 1922, una vez que entró en vigor el contrato de arrendamiento, Community Hotel Corporation eligió al arquitecto neoyorquino George B. Post & Son para diseñar el edificio; la firma local Bebb and Gould, una sociedad entre Charles Bebb y Carl Gould, fueron contratados como arquitectos supervisores locales. Post creó un diseño del Renacimiento italiano que era popular en ese momento, y este diseño sigue siendo uno de los sellos distintivos del edificio en la actualidad.

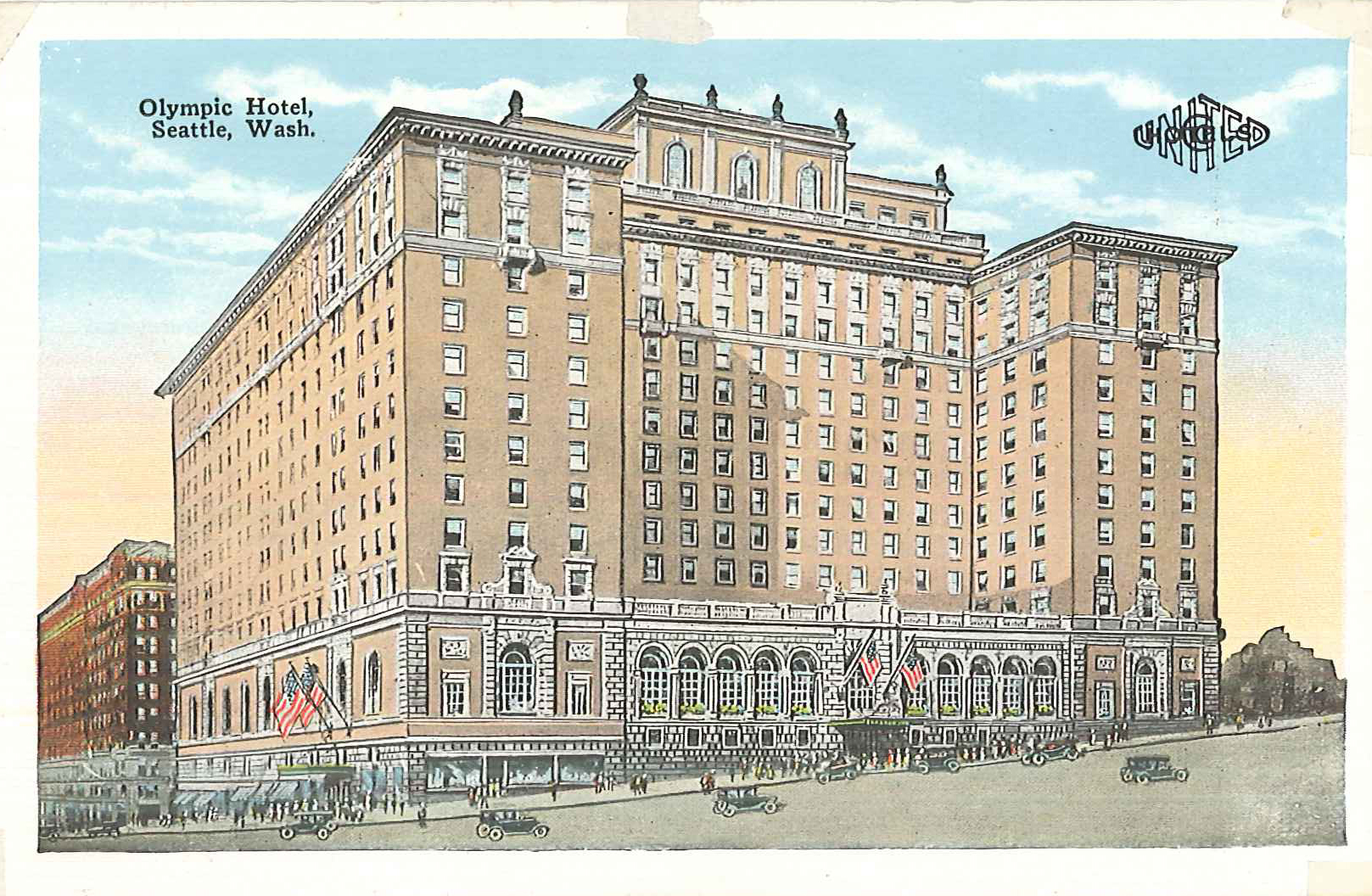
Hotel Olímpico, alrededor de 1925

Los constructores comenzaron el 1 de abril de 1923 y comenzó la construcción. El marco de acero se inició en enero de 1924 y, en noviembre, se completó el edificio. El costo total de la construcción fue de $ 5.5 millones, con $ 800,000 destinados solo al mobiliario. El hotel fue operado por el empresario de Niagara Falls, Frank A. Dudley y United Hotels Company.
La gran inauguración del Olympic Hotel tuvo lugar el 6 de diciembre de 1924, con una gran cena y baile a la que asistieron más de 2000 residentes de Seattle y sus invitados. Cientos de personas más se alinearon en las calles solo para echar un vistazo al nuevo hotel.
En 1953, la Junta de Regentes de la Universidad de Washington extendió el contrato de arrendamiento del hotel. Al mismo tiempo, aprobaron un plan para demoler el Teatro Metropolitano, en torno al cual se había construido El Hotel Olímpico. El teatro había sido una institución de Seattle desde que abrió el 2 de octubre de 1911. La última noche del teatro fue el 4 de diciembre de 1954, con la presentación de What Every Woman Knows, protagonizada por Helen Hayes. El teatro fue demolido y en su lugar se construyó una nueva entrada al hotel.
El 1 de agosto de 1955, Western Hotels asumió la gestión de The Olympic Hotel. Western, rebautizada como Western International en 1963, operó el Olympic hasta el de septiembre de 1980, cuando Four Seasons Hotels and Resorts se hizo cargo del hotel 23 de mayo de 1982 como Four Seasons Olympic Hotel, con una gran celebración de reapertura celebrada el 10 de julio de 1982.
A mediados de la década de 1990, la Universidad de Washington vendió una participación del 64 por ciento en el hotel a la firma de inversiones inmobiliarias JMB Realty, con sede en Chicago. En 2003, UW y JMB vendieron el Olympic a Legacy Hotels, que transfirió la administración de la propiedad a Fairmont Hotels & Resorts. El hotel pasó a llamarse The Fairmont Olympic Hotel el 31 de julio de 2003.